# 2077年11月15日日食
2077年11月15日日食为一次在协调世界时2077年11月15日出現的一次日環食。該次日食食分為0.9371，食甚維持時間7分54秒。

## 概述
這次日食的食分是0.9371，環食維持7分54秒。

## 基本參數
- 類型：日環食
- 食最大地點資料：
  - 日期：2077年11月15日
  - 時間：17時7分56秒
  - 地點：8N 71W
  - 食分：0.9371
  - 日環食持續時間：7分54秒

## 外部連結
- NASA未來日食資料（页面存档备份，存于）
- 可見區域圖和時間統計：由弗雷德·埃斯佩纳克做出的日食預報，NASA/GSFC
  - Google互動地圖呈現的日食範圍
  - 貝塞爾元素